# مایکل بلاچفورد
مایکل بلاچفورد (انگلیسی: Michael Blatchford؛ زادهٔ ۲۹ ژانویهٔ ۱۹۸۶) دوچرخه‌سوار اهل ایالات متحده آمریکا است.
وی در مسابقات کشوری و بین‌المللی در مجموع برندهٔ ۲ مدال طلا، ۳ مدال نقره، ۳ مدال برنز شده‌است.